# ヘンリー・チェンバレン・ラッセル

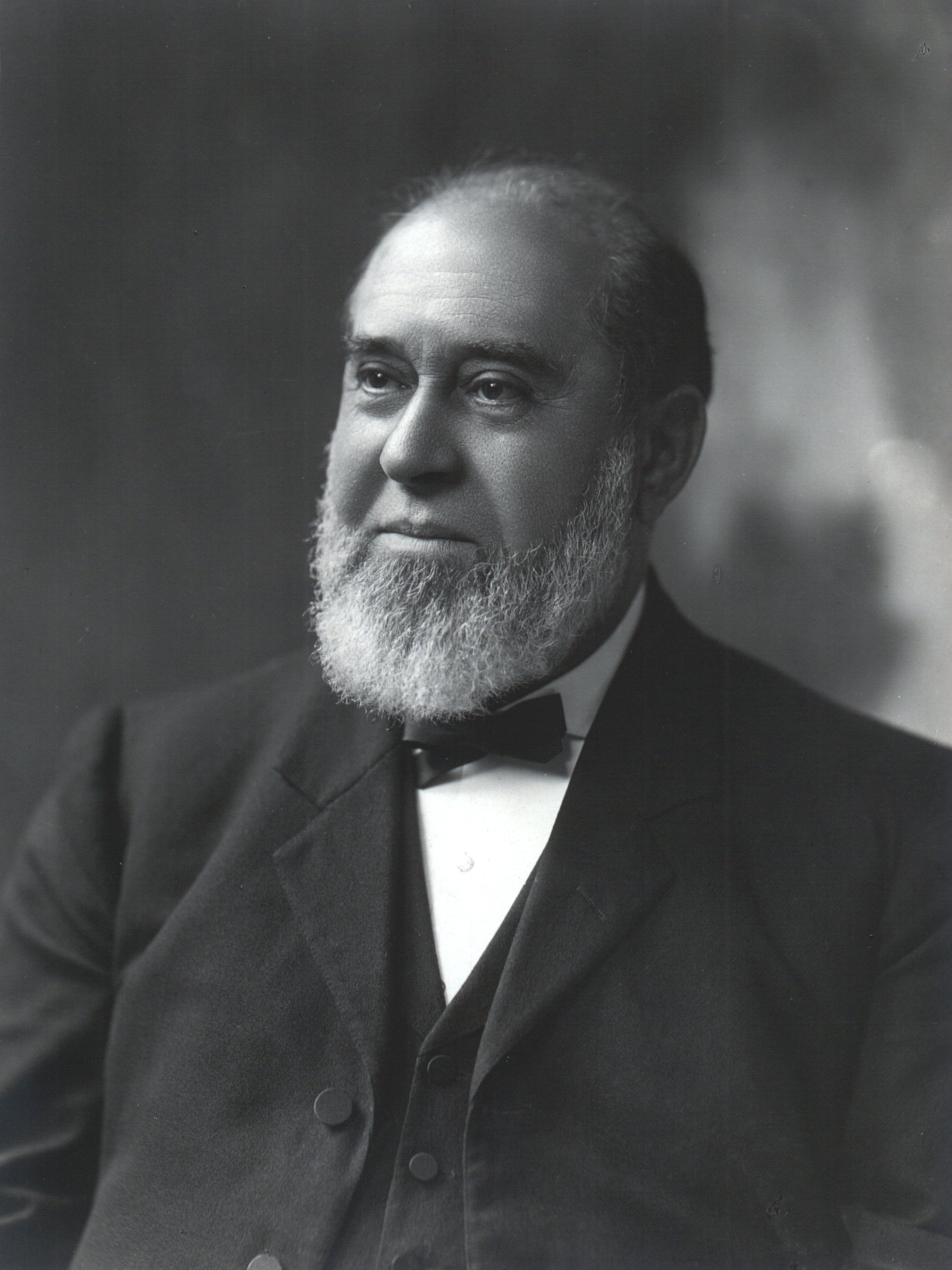
ヘンリー・チェンバレン・ラッセル

ヘンリー・チェンバレン・ラッセル（Henry Chamberlain Russell, CMG, FRS、1836年3月17日 - 1907年2月22日）は、オーストラリアの天文学者・気象学者。
ニューサウスウェールズ州のウェストメイトランドに生まれ、シドニー大学で学んだ。シドニー天文台の職員となり、W.スコットのもとで働いた。スコットが退職すると、ジョージ・スモーリーが着任するまで、数ヶ月、実質的な台長の仕事を行い、1870年にスモーリーが没すると、シドニー天文台長となり、35年間その職を続けた。天文台の拡充を行った。1874年の金星の日面通過の観測体制を作ったことが最初の重要な仕事で、4ヶ所の観測ステーションを準備し、観測者を配置し、その観測の成果は1892年にラッセルによって発表された。
気象学の分野では1877年に『ニューサウスウェールズの気候』（Climate of New South Wales: Descriptive, Historical and Tabular）を著し、天候の周期性の問題に注目した。ラッセルは天文台長就任時に12しかなかった観測所を約1800まで増やした。観測所の新設には自ら設計しコストを1/6にした雨量計や、自ら発明した自記気圧計、温度計、湿度計などで費用を削減した。節約した費用はボランティアの観測者に与えた。南オーストラリアのチャールズ・トッドらの協力による気象情報はオーストラリアの気象予報の精度を高めた。長期にわたる気象観測はニューサウスウェールズの気候に関する情報として発表された。
天文の分野では二重星の研究を行い、1871年から1881年の間にシドニー天文台で行った二重星の観測結果を1882年に発表した。天体写真の天体観測への応用にも注目した。1887年にパリの国際会議に参加し、国際協力による写真観測に参加し、1400枚の写真による計測を行った。1891年に新設されたオーストラリア科学振興協会（Australian Association for the Advancement of Science）の会長になり、シドニー大学の副学長になったが多忙のため1年で辞職した。1903年に病を得て、1907年シドニーで没した。